# Андреев, Фёдор Изотович
Фёдор Изотович Андреев (4 октября 1904, Тири, Спасская волость, Смоленский уезд, Смоленская губерния — ?) — советский военачальник, полковник (1942), участник Советско-финляндской и Великой Отечественной войн.

## Биография
В ноябре 1926 года вошёл в ряды Рабоче-крестьянской Красной армии и служил курсантом в полковой школе 191-го стрелкового полка 64-й стрелковой дивизии в Смоленске. После окончания, продолжал служить в ней. В 1939 году окончил Военную академию РККА им. М. В. Фрунзе и в должности начальника 2-го (разведывательного) отделения штаба 168-й стрелковой дивизии участвовал в Советско- финляндской войне 1939—1940 гг.
С марта 1941 года был в должности начальника оперативного отделения штаба 177-й стрелковой дивизии Ленинградского военного округа, в которой прибывал в начале Великой Отечественной. После начала Великой Отечественной войны дивизия вошла в состав Северного фронта, а августе 1941 года совместно с Лужской оперативной группой вела оборонительные бои на подступах к Ленинграду в районе Луга.
В августе 1941 года Андреев был назначен командиром 486-го стрелкового полка и вместе с ним сражался в составе Южной оперативной группы Ленинградского фронта. 26 августа 1941 он вместе с полком, будучи в составе 41-го стрелкового корпуса, сумели прорваться к Ленинграду, обойдя противника. В октябре того же года он был назначен начальником 1-го (оперативного) отделения 177-й стрелковой дивизии, которая была в составе 1-й Невской оперативной группы и форсировала Неву в ходе битвы за Ленинград. В декабре он был назначен начальником штаба дивизии, которая вошла в подчинении 54-й армии Ленинградского фронта и вместе с ней Андреев участвовал в Любанской наступательной операции.
25 февраля 1943 году Андреев вступил в должность начальника 311-й стрелковой дивизии, но затем затем был понижен до заместителя командира 115-й стрелковой дивизии Волховского фронта. 25 февраля 1944 года он был назначен командиром 265-й стрелковой дивизии и в составе 54-й армии принимал участие в Ленинградско-Новгородской наступательной операции. В июне 1944 дивизия была в подчинении 21-й армии Ленинградского фронта и в составе 110-го стрелкового корпуса принимала участие в Выборгской наступательной операции и за успешное выполнение задачи стала называться «Выборгская».
С январе 1945 года вступил в должность начальника штаба 122-го стрелкового корпуса и в составе Ленинградского и 2-го Прибалтийского фронтов принимал участие в ликвидации группировки противника в Курляндии.
В феврале 1952 года вступил в должность преподавателя кафедры общей тактики родов войск и оперативного искусства Военной академии им. Ф. Э. Дзержинского.
С 18 мая 1953 года в запасе.

## Награды[3]
- Орден Ленина
- 2 Ордена Красного Знамени
- Ордена Красной Звезды
- Медаль «За оборону Ленинграда».